# ジュヌヴィリエ
ジュヌヴィリエ （Gennevilliers）は、フランス、イル＝ド＝フランス地域圏、オー＝ド＝セーヌ県のコミューン。パリ北西部の郊外都市で、セーヌ川の湾曲部に位置する。パリ大都市圏最大の河港を持つ。

## 歴史

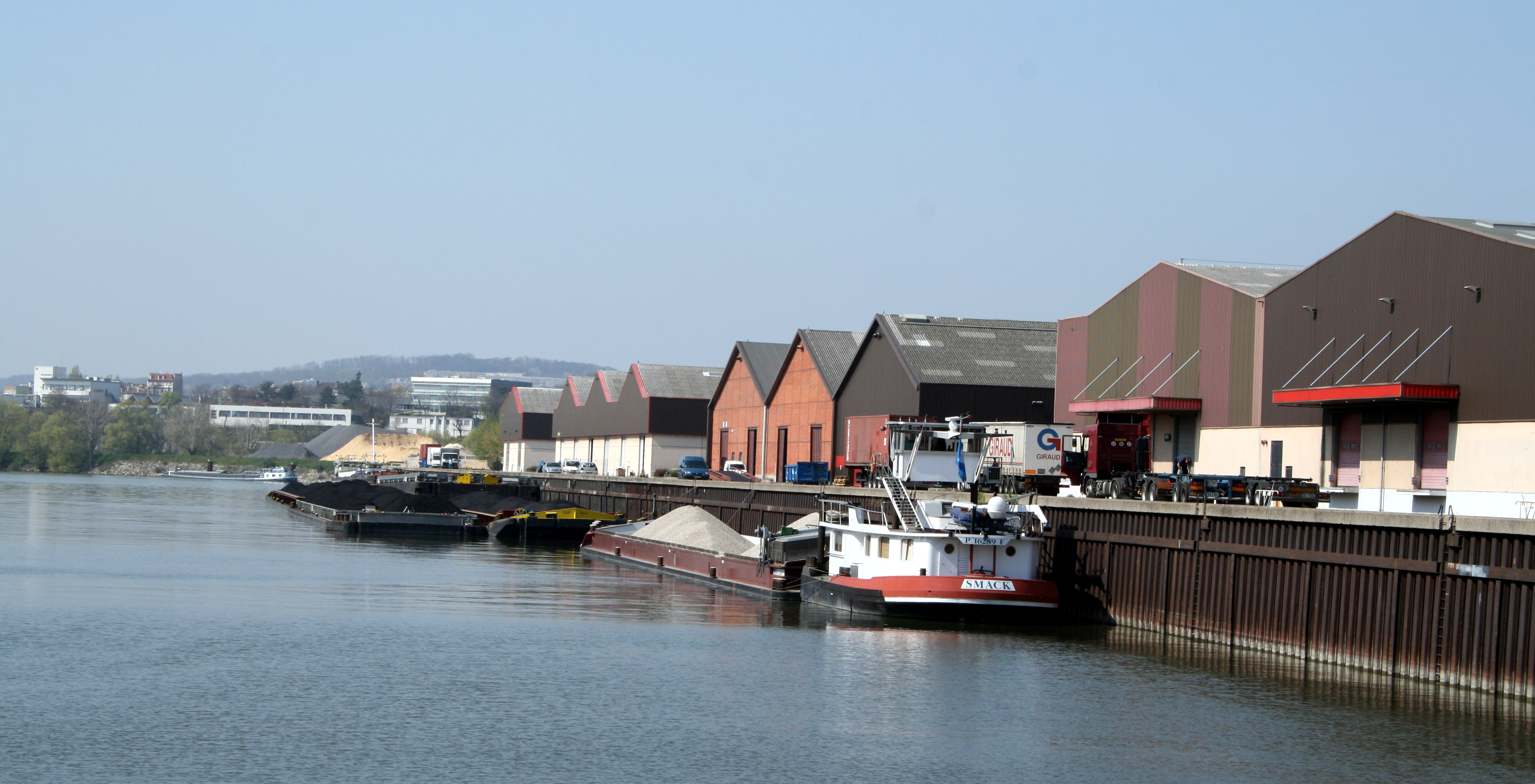
現在のジュヌヴィリエ川港

ジュヌヴィリエにおいて、新石器時代の定住地の遺構が見つかっている。その他にガリア、古代ローマ、メロヴィング朝時代の硬貨が見つかっており、古くから定住地が人口を増やして成長し続けてきたことがうかがえる。
セーヌ川は、数世紀かけてジュヌヴィリエとその集落の発展に重要な役割を果たした。現在は独立したコミューンであるヴィルヌーヴ＝ラ＝ガレンヌは、かつてジュヌヴィリエの集落であった。川に突き出した半島であるジュヌヴィリエは、堤防で人々を守っていたが、常に作物と川は洪水の危険にさらされていた。1910年のセーヌ川洪水で堤防は完全に浸水し、廃水の放水がさらなる危険な災害を招くこととなった。このときの甚大な被害はジュヌヴィリエの町全体で起きていた。建物1000軒以上が影響を受け、150軒は避難しなければならなくなり、13軒は完全に崩壊した。
農地、家畜の飼育、漁業と狩猟の行われるジュヌヴィリエは、中世からフランス革命までサン＝ドニ修道院と密接な関係にあった。
9世紀、ジュヌヴィリエはノルマン人の侵略を受け、百年戦争では戦地となった。
1248年、サン＝ドニ修道院の修道士ギヨーム・ド・マルクーシは、ジュヌヴィリエの中にあるガレンヌの村落で、農奴を解放した。新参者は修道院に1700ルーヴルを支払い、自由となった。
教会が設置された1302年まで、ジュヌヴィリエはアニエール＝シュル＝セーヌをその領域内に含めていた。同年、住民によって礼拝堂が建てられ、パリ司教シモン・ド・ビュシーによって教会へ変えられた。

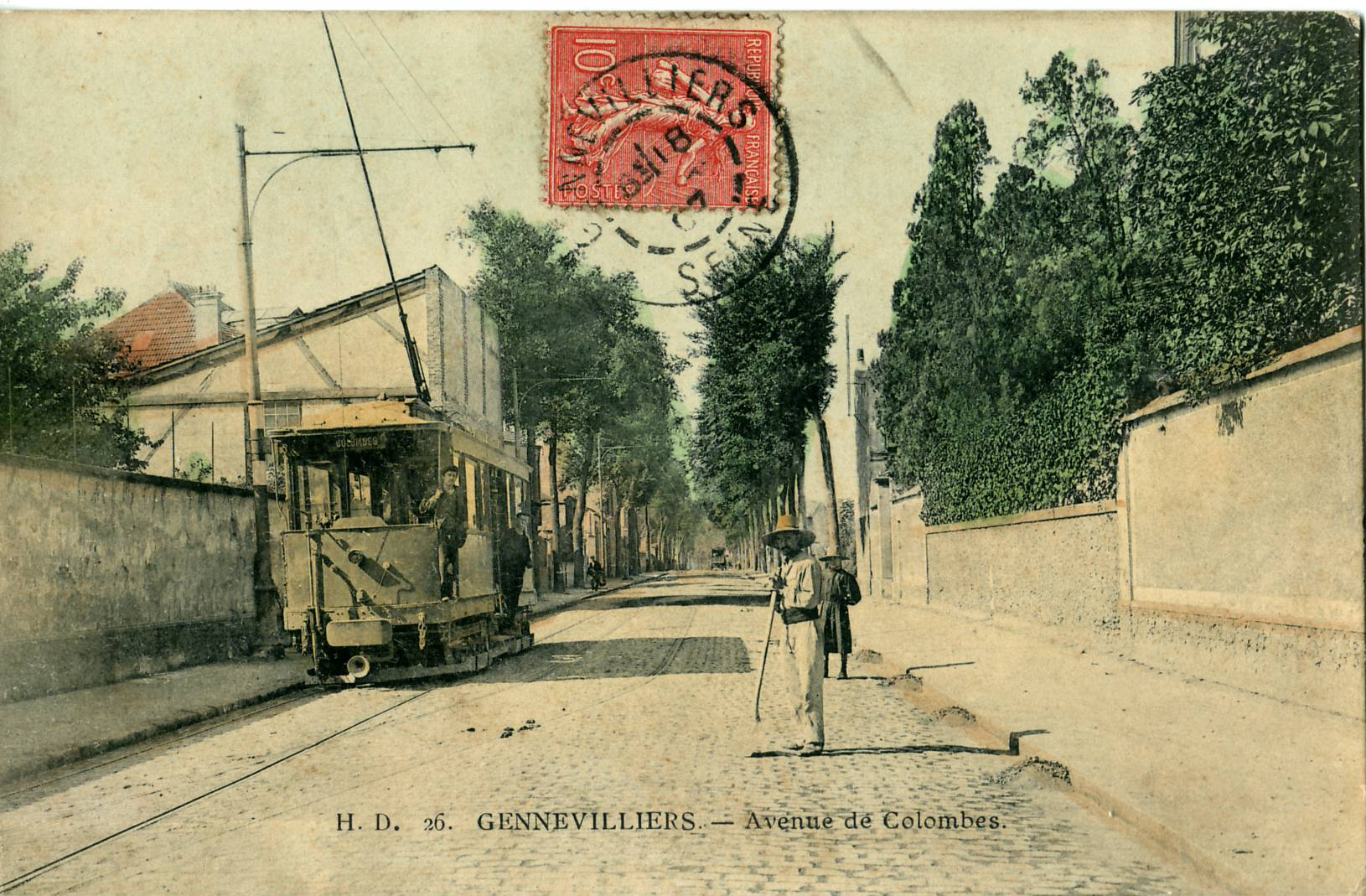
ジュヌヴィリエのアヴェニュー・ド・コロンブ、1907年

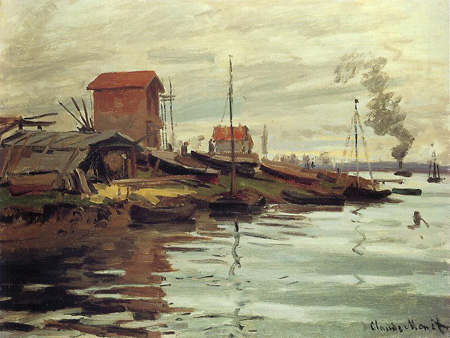
ジュヌヴィリエのセーヌ川、クロード・モネ画

1746年、ルイ・フランソワ・アルマン・ド・ヴィニュロー・デュ・プレシはジョヴァンニ・セルヴァンドーニに命じて壮麗な城を建てさせた。公園はフォリーやすばらしい冷蔵箱に囲まれていた。ルイ15世、マリー・レクザンスカ、ポンパドゥール夫人が狩猟のためジュヌヴィリエへやってきた。この城で1783年9月26日、カロン・ド・ボーマルシェが『フィガロの結婚』を書き上げた。
19世紀後半、多くの印象派の画家たちがしばしばジュヌヴィリエに滞在した（ポール・セザンヌ、クロード・モネ、ベルト・モリゾ、オーギュスト・ルノワール、アルフレッド・シスレー、フィンセント・ファン・ゴッホなど）。エドゥアール・マネやギュスターヴ・カイユボットは家族でジュヌヴィリエに暮らした。多くの作品がこの地で描かれた。
ジュヌヴィリエの産業発展は20世紀初頭まで待たねばならなかった。パリ北駅から路線が伸び、トラムもやってきた。自動車関連の大きな工場や、スクラップ業者が移ってきた。2、3人の地主が支配していた小作農の村がジュヌヴィリエとなり、2つの大戦の間に人口を増やした。
1927年、ヴィルヌーヴ＝ラ＝ガレンヌがジュヌヴィリエから分離して単独のコミューンとなった。
第二次世界大戦中、1942年から1944年にかけジュヌヴィリエは10度の空爆を受けた。多くの工場が被害を受け、3000人以上が失業した。仕事をなくし危機的状況にあった彼らは、建設業、木材業、板金業へ転換を余儀なくされた。スラム街が徐々に荒地を侵食し、コミューン内の多くの地区で貧困の側面を見せるようになった。
ジュヌヴィリエの産業革命は、第二次世界大戦後に顕著であった。フランス全土、欧州各国、北アフリカから新たな移住者がジュヌヴィリエへ移り住んだ。低賃金で働く労働者の大規模流入が、不運なことにスラム街の形成を促し、その後著しくスラムは減少傾向にあるものの完全に消滅してはいない。町の産業発展とともに低所得者用集合住宅が建てられ、高速道出口のようなインフラが整備された。

## 交通
- 鉄道 - RER C線ジュヌヴィリエ駅またはグレシヨン駅。パリメトロ13号線（アニエール＝ジュヌヴィリエ＝レ・クルティーユ駅）。
- 道路 - A85、A15

## 姉妹都市
- オストロヴィエツ・スビェントクシュスキ、ポーランド
- イーモラ、イタリア
- オシュラガ・メゾンヌーヴ、カナダ
- ウィラル、イギリス
- ベルグカメン、ドイツ

## 出身者
- ティエリ・ビネロン - 陸上競技選手
- ダビド・ヌゴグ - サッカー選手
- ロシュディ・ゼム - 俳優
- ガラ・デンベレ - サッカー選手
- エドゥアール・ロジェ＝バセラン - テニス選手
- パスカル・タイヨ - 柔道家